# Kościół św. Jerzego we Wrocławiu

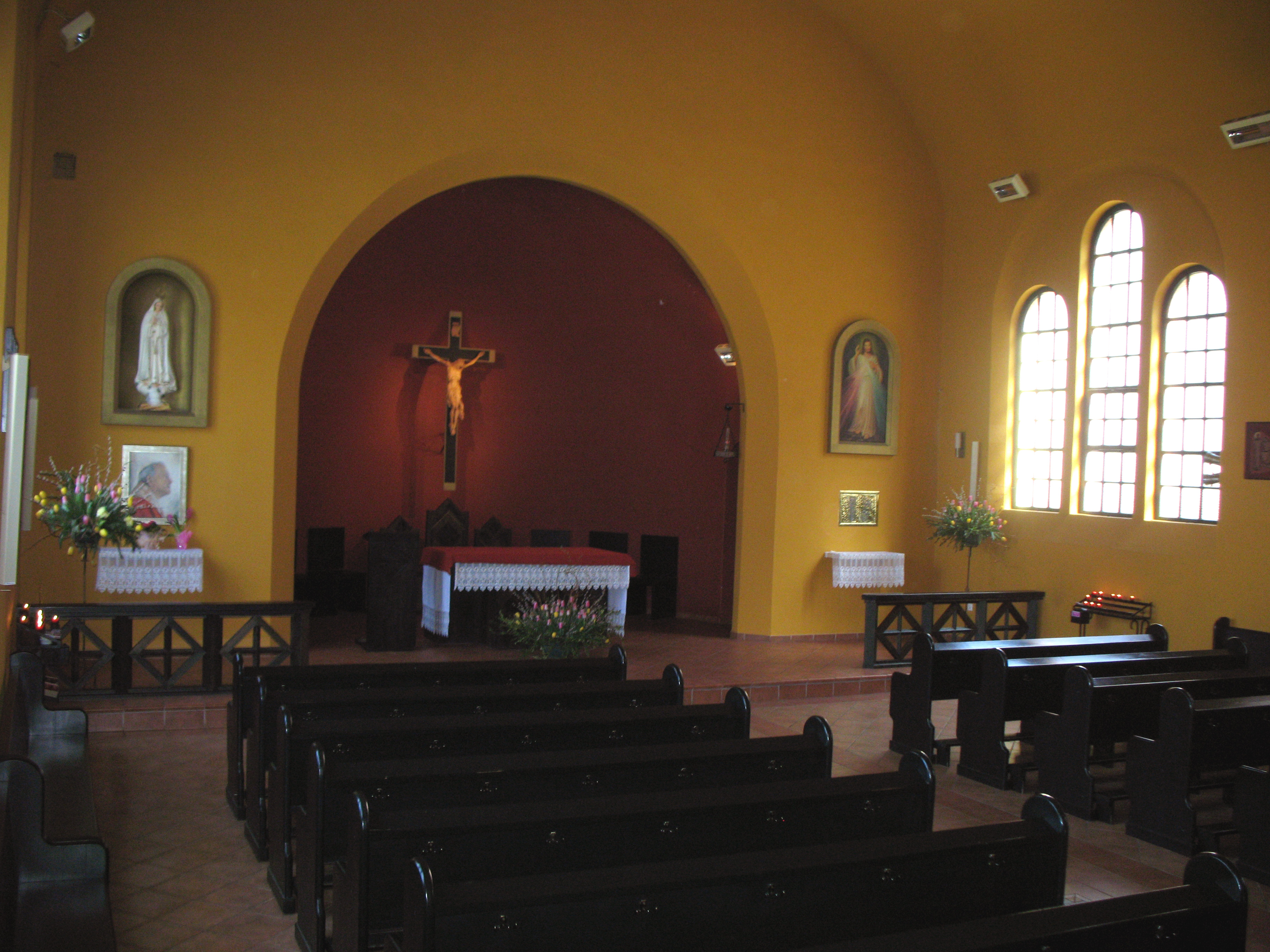
Wnętrze kościoła

Kościół św. Jerzego we Wrocławiu – kościół katolicki na wrocławskim osiedlu Popowice zbudowany w 1905 roku. Dawniej kościół parafialny parafii pod tym samym wezwaniem, a obecnie filialny parafii NMP Królowej Pokoju.

## Historia
W związku ze zwiększającą się liczbą katolików w podwrocławskiej wsi Popowice (niem. Popelwitz) w 1905 roku, ówcześnie przy ulicy Popowickiej, wybudowano murowaną kaplicę pw. św. Jerzego. Autorem projektu był wrocławski architekt Theodor Pluschka, autor także innego kościoła zbudowanego później w tej okolicy – kościoła św. Jadwigi na Popowicach (zniszczonego w 1945 roku podczas oblężenia Festung Breslau). Z początku przy kaplicy funkcjonowała samodzielna kuracja, obejmująca swoim zasięgiem wsie Gądów Mały, Kozanów, Pilczyce oraz Maślice Małe i Wielkie, która 25 maja 1914 roku została podniesiona do rangi parafii. W 1928 roku parafię przejęli ojcowie oblaci.
Początkowo kościół pełnił funkcję małego domu modlitewnego, w kolejnych latach był modernizowany i powiększany, dobudowano chór nad wejściem i zakrystię przy prezbiterium, wydłużoną w roku 1940. Prezbiterium, kończące się prostą ścianą, znajdowało się wyżej niż poziom reszty kościoła. Żelazne lampy, żyrandole, chrzcielnice oraz kropielnice zostały wykonane przez mistrza kowalskiego prof. Jaroslava Vonkę. Z kolei ołtarz główny został zbudowany w Monachium przez prof. Schleingera. Ołtarz miał wysokość 8,5 metra i w jego skład wchodziło trzynaście rzeźbionych figur z postacią ukrzyżowanego Chrystusa w centrum. Ołtarze boczne poświęcono Najświętszej Maryi Pannie i św. Józefowi.
Podczas oblężenia Festung Breslau, w trakcie toczących się w okolicach Popowic walk, kościół został mocno uszkodzony. Zniszczony został dach, chór, okna i drzwi, posadzki, a także wyposażenie wnętrza, jak ławki i ołtarze. Wszystko, co ocalało z pożarów, zostało splądrowane później przez grasujące po zniszczonym mieście bandy szabrowników.
Po wojnie, w 1948 roku, kościół zamierzał odbudować ks. Władysław Nachtman, jednak nie podołał temu, będąc odpowiedzialnym także za zniszczone kościoły w Pilczycach i Maślicach Małych. Kościół został odbudowany w 1952 roku staraniem ojców oblatów, którzy zrekonstruowali jego formę, ale wprowadzili także pewne modyfikacje, jak metalową więźbę dachową czy pokrycie dachu dachówką karpiówką, pozyskaną ze zniszczonych wrocławskich domów. W 1953 zakończono prace murarsko-stolarskie i 13 czerwca tego roku odbudowany kościół został poświęcony przez wikariusza kapitulnego ks. infułata Kazimierza Lagosza. W 1964 roku kościół był kościołem filialnym, a 16 grudnia 1969 roku erygowano parafię pw. św. Jerzego, która funkcjonowała do roku 1991, kiedy zastąpiła ją parafia NMP Królowej Pokoju z nowym kościołem parafialnym.
Kościół od czasu odbudowy był kilkukrotnie odnawiany. W 1975 roku ujednolicono wyposażenie wnętrza oraz zainstalowano nagłośnienie. Na sygnaturce umieszczono 50-kilogramowy dzwon, odlany w 1953 roku we wrocławskiej ludwisarni. Na dzwonie umieszczono inskrypcję: S. Georgius, ora pro nobis (Św. Jerzy, módl się za nami). Podczas przebudowy domu zakonnego pomiędzy kościołem a klasztorem wybudowano mur, który zamknął wirydarz, obsadzony następnie krzewami. Generalny remont kościoła ukończono w 2004 roku, podczas którego odmalowano go; także wyczyszczono oraz zagospodarowano otoczenie. 24 stycznia 2004 roku odbyła się pierwsza po remoncie msza.
Obecnie msze święte w kościele odbywają się w dni powszednie, a w każdy piątek odbywa się adoracja Najświętszego Sakramentu.

## Konstrukcja
Kościół jest niewielką, jednonawową i jednoprzęsłową konstrukcją na planie prostokąta o wymiarach 10 na 20 metrów, od strony północnej z półkolistą apsydą mieszczącą prezbiterium, a od południowej z przedsionkiem. Zbudowany z cegieł, tynkowany, w stylu neoromańskim. Nakryty dwuspadowym dachem, pokrytym dachówką. Szczyt dekoruje ceglana sygnaturka. Boczna elewacja jest ceglano-tynkowa z fryzem z arkadowym gzymsem i trzema potrójnymi zespołami okiennymi, podkreślonymi ceglanymi obramowaniami.
Wnętrze kościoła jest jednoprzestrzenne, z ołtarzem stojącym w apsydzie. Oryginalnie nakryte było murowanym sklepieniem kolebkowym, które podczas odbudowy kościoła zmieniono na drewniane sklepienie eliptyczne. Konstrukcja chóru podparta jest dwoma betonowymi, wyzłoconymi, kolistymi filarami. Pod chórem znajdują się dwa zamknięte pomieszczenia, mieszczące konfesjonały. Wejście do zakrystii znajduje się po lewej stronie ołtarza; prowadzi do niej także osobne wejście zewnętrzne.